# هولووبکوو
هولووبکوو (به چکی: Holoubkov) یک منطقهٔ مسکونی در جمهوری چک است که در ناحیه روکیتسانی واقع شده‌است. هولووبکوو ۴٫۲۱ کیلومتر مربع مساحت و ۱٬۴۲۴ نفر جمعیت دارد و ۴۳۲ متر بالاتر از سطح دریا واقع شده‌است.